# 小貫諏訪社の大スギ
小貫諏訪社の大スギ（こつなぎすわしゃのおおスギ）は、新潟県十日町市小貫の小貫諏訪社境内に生育するスギの巨木である。魚沼地方最大のスギで、推定の樹齢は800年以上といわれる。この地域を開拓するために赤倉地区（現・十日町市松之山赤倉）から移住してきた人々が神社を建立し、記念として植樹したものと伝えられる。1978年には、新潟県の天然記念物に指定された。

## 由来
小貫集落は、十日町市の北西部、南魚沼市との境界近くに位置している。集落の南のはずれに諏訪神社があり、境内の社殿前で生育している大きなスギの木が小貫諏訪社の大スギである。根元で大小の2つの幹に分かれて成長しているが、主幹は真っ直ぐに伸びている。以前神社の境内を広げる工事をした際に、この木の根元に土盛りを行ったため1メートルほど根元が埋没した状態になっているが、幹周りは8.9メートル、高さは38メートル、枝張りは東に11.5メートル、西7.9メートル、南に9.3メートル、北16.7メートルに及び、樹勢はきわめて旺盛で、いまだに成長を続けている。
このスギについては、800年以上前に小貫集落を開拓するため赤倉地区から移住してきた人々が神社を祀ってその記念として植樹したとの言い伝えがあって、推定樹齢の根拠とされている。集落に住む代々の人々はこのスギを「御神木」として崇敬し、「ナタいらずの木」として刃物を忌んでいた。燃料の乏しい時代であっても落ち葉は燃やさずに木の根元に掃き集めて返し、正月に使ったしめ飾りも根元に返し、古いお札はスギの樹皮の割れ目に差し込んで納めていた。
古くから魚沼地方有数のスギの巨木として知られ、1919年（大正8年）に刊行された『中魚沼郡誌』という資料に「小貫十二社に一尺六寸余の老杉一株…」と記述されている。「小貫十二社」というのは小貫諏訪社の古称であり、別のところにあった諏訪社を合祀してから「小貫諏訪社」と呼ばれている。境内にあるこのスギは、雪景色の被写体ポイントとされることが多い。1978年3月31日には、新潟県の天然記念物に指定された。
小貫集落は、過疎化と高齢化によって限界集落となっていたが、2004年10月23日に発生した中越地震のあおりを受けて2007年11月に閉村となった。無人となった集落に残されたこのスギは、諏訪社の境内でかつての村の存在を偲ばせている。

## 交通アクセス
所在地
- 新潟県十日町市中条丁1442 小貫諏訪社境内[5]

交通
- JR東日本飯山線魚沼中条駅から車で約20分[9]。またはJR東日本飯山線、北越急行ほくほく線十日町駅から車で約30分[1]。